# Calochortus spatulatus
Calochortus spatulatus är en liljeväxtart som beskrevs av Sereno Watson. Calochortus spatulatus ingår i släktet Calochortus och familjen liljeväxter. Inga underarter finns listade.